# Nowenna do Ducha Przenajświętszego
Nowenna do Ducha Przenajświętszego – nabożeństwo praktykowane w mariawityzmie, skierowane do Trzeciej Osoby Trójcy Świętej - Ducha Świętego, odprawiane pomiędzy uroczystością Wniebowstąpienia Pańskiego a Zesłania Ducha Świętego. 
Nowenna jako nabożeństwo błagalne wzorowane jest na modlitewnym oczekiwaniu Apostołów na zesłanie obiecanego im Ducha Świętego (zob. Dz 2, 1-4). Po wniebowstąpieniu Jezusa Apostołowie "wrócili do Jerozolimy" i przez dziewięć dni "trwali jednomyślnie na modlitwie" w Wieczerniku, razem z Maryją, niewiastami i uczniami Pańskimi (zob. Dz 1, 12-14). W katolicyzmie nabożeństwo to było praktykowane w różnych formach. Mariawici przejęli jedną z nich, uzupełniając o elementy własnej duchowości.  
Nowenna może być odmawiana publicznie, w kościele lub kaplicy przed wystawionym w monstrancji Przenajświętszym Sakramentem lub prywatnie, przez wiernych świeckich. Najczęściej odmawiana jest po Mszy świętej lub na zakończenie nabożeństwa majowego lub czerwcowego, lub wpleciona jest w adorację Przenajświętszego Sakramentu. 
Odmawianie nowenny powinno rozpocząć się w uroczystość Wniebowstąpienia Pańskiego (która w liturgicznym kalendarzu mariawitów przypada zawsze w czwartek, 40 dni po Wielkanocy), a kończy się w wigilię Zesłania Ducha Świętego.  
Nabożeństwo składa się z modlitw stałych i zmiennych rozmyślań, przeznaczonych na każdy dzień nowenny. Rozpoczyna się od odmówienia lub odśpiewania hymnu do Ducha Świętego: Przybądź Duchu Stworzycielu. Następnie odczytywane jest jedno z 10 rozmyślań, podczas których objaśniane są różne symbole i sposoby działania Ducha Świętego, który nazywany jest Miłością. Rozmyślania odwołują się do Pisma Świętego Starego i Nowego Testamentu, Dzieła Wielkiego Miłosierdzia, Tradycji Kościoła i nauczania świętych Pańskich. 
- dzień pierwszy (czwartek): Miłość jest ogniem gorejącym,
- dzień drugi (piątek): Miłość jest światłością oświecającą,
- dzień trzeci (sobota): Miłość jest wodą orzeźwiającą,
- dzień czwarty (niedziela): Miłość jest rosą użyźniającą,
- dzień piąty (poniedziałek): Miłość jest spoczynkiem wzmacniającym,
- dzień szósty (wtorek): Miłość jest cnotą dającą moc,
- dzień siódmy (środa): Miłość czyni duszę mieszkaniem Boga,
- dzień ósmy (czwartek): Miłość jest węzłem łączącym,
- dzień dziewiąty (piątek): Miłość jest skarbem zawierającym wszystko dobro,
- rozmyślanie na zakończenie nowenny w wigilię Uroczystości Zesłania Ducha Świętego (sobota): Sposób miłowania Boga i zostania świętym oraz Pragnienie i postanowienie.

Po każdym rozmyślaniu odmawiana jest litania do Ducha Świętego i różne modlitwy skierowane do Trzeciej Osoby Trójcy Świętej, m.in. Siedem próśb o siedmiorakie dary Ducha Przenajświętszego oraz modlitwa do Ducha Przenajświętszego autorstwa św. Marii Franciszki Kozłowskiej.
Nowenna do Ducha Świętego może być odmawiana w innym, niż zalecanym, terminie, np. przed podjęciem ważnej decyzji życiowej czy przyjęciem święceń kapłańskich. Rozmyślania z poszczególnych dni nowenny mogą być wykorzystywane do odprawiania adoracji Przenajświętszego Sakramentu. 